# Jang-e jahani sevom
Pour plus de détails, voir Fiche technique et Distribution.
Jang-e jahani sevom (جنگ جهانی سوم, litt. « Troisième Guerre mondiale ») est un film d'aventure iranien réalisé par Houman Seyyedi, sorti en 2022.

## Synopsis
Shakib (Mohsen Tanabandeh) est un travailleur journalier sans domicile fixe qui a perdu sa femme et son fils lors d'un tremblement de terre plusieurs années auparavant. Depuis quelques années, il entretient une relation avec Ladan (Mahsa Hejazi), une femme sourde et muette. Le chantier sur lequel il travaille s'avère être le lieu de tournage d'un film sur les atrocités commises par Hitler pendant la Seconde Guerre mondiale.
Contre toute attente, il se voit offrir une maison et la chance de sa vie. Lorsque Ladan apprend qu'il a joué dans un film et qu'il a obtenu une maison, elle vient sur son lieu de travail pour demander de l'aide et un logement. Le plan de Shakib pour la cacher échoue et menace de détruire sa chance de devenir quelqu'un.

## Fiche technique
- Titre original persan : Jang-e jahani sevom, جنگ جهانی سوم[1] (litt. « Troisième Guerre mondiale »)
- Réalisation : Houman Seyyedi
- Scénario : Houman Seyyedi, Arian Vazirdaftari, Azad Jafarian
- Photographie : Peyman Shadmanfar
- Montage : Houman Seyyedi
- Musique : Bamdad Afshar
- Société de production : Namava
- Pays de production :  Iran
- Langue originale : persan
- Format : couleurs - 2,35:1 - Son Dolby Digital
- Genre : film d'aventures, film policier
- Durée : 107 minutes
- Dates de sortie : 
  - Italie : 6 septembre 2022 (Mostra de Venise 2022)
  - Iran : 15 avril 2023

## Distribution
- Mohsen Tanabandeh : Shakib
- Mahsa Hejazi : Ladan
- Navid Nosrati : Saeed Nosrati
- Neda Jebraeili : Neda Zareh
- Morteza Khanjani : Farshid
- Lotfollah Seyfi
- Hatem Mashmouli[2]